# Čengić Vila II
Čengić Vila II je granična mjesna zajednica u okviru općine Novi Grad Sarajevo. To je infrastrukturno potpuno zaokružena gradska cjelina, koja obuhvaća uglavnom višekatnice oko bivšeg kina Kumrovec. Južna joj granica ide rijekom Miljackom, na istoku joj je mjesna zajednica Čengić Vila I, a na sjeveru i zapadu su smještene susjedne mjesne zajednice Kvadrant i Otoka (općina Novi Grad). Upravno tijelo mjesne zajednice je petočlani savjet. 

## Vanjske poveznice
- Panorama  Arhivirana inačica izvorne stranice od 20. travnja 2009. (Wayback Machine)